# Morgårdshammars kraftstation
Morgårdshammars kraftstation är ett vattenkraftverk i Kolbäcksån. Det ligger i Morgårdshammar som är en del av tätorten Smedjebacken.
Det nuvarande kraftverket togs i drift år 1982.  Det första som ligger intill byggdes 1896. Morgårdshammars kraftstation drivs av Uniper, se Eon Sverige.